# Clubiona saltitans
Clubiona saltitans este o specie de păianjeni din genul Clubiona, familia Clubionidae, descrisă de Emerton, 1919. Conform Catalogue of Life specia Clubiona saltitans nu are subspecii cunoscute.